# Rosolino Montano
Rosolino Montano (Cairo Montenotte, 22 dicembre 1896 – Cairo Montenotte, 23 novembre 1942) è stato un calciatore italiano, di ruolo portiere.

## Biografia
Nato a Cairo Montenotte da Giovanni Battista, professore e da Braccino Enrichetta oppure, secondo l'archivio storico dell'Università di Torino, a Torino si iscrive nel 1914 alla facoltà di Giurisprudenza, laureandosi nel 1921.
Presta servizio militare nella Grande guerra come sottotenente nell'arma del genio, arma in cui rimase ufficiale di complemento fino almeno al 1933, specializzazione ferrovieri.

## Carriera
Fece il suo esordio a sedici anni con la Juventus contro la Pro Vercelli il 19 gennaio 1913 in una sconfitta per 4-0, mentre la sua ultima partita fu contro il Piemonte Football Club il 18 ottobre 1915 in una vittoria per 8-1. In tre stagioni in bianconero collezionò 26 presenze e subì 40 reti.

## Statistiche

### Presenze e reti nei club
| Stagione        | Club            | Campionato      | Campionato | Campionato |
| Stagione        | Club            | Comp            | Pres       | Reti       |
| --------------- | --------------- | --------------- | ---------- | ---------- |
| 1912-1913       | Juventus        | Prima categoria | 3          | -7         |
| 1913-1914       | Juventus        | Prima categoria | 28         | -41        |
| 1914-1915       | Juventus        | Prima categoria | 3          | -4         |
| Totale Juventus | Totale Juventus |                 | 34         | -52        |
| Totale carriera | Totale carriera |                 | 34         | -52        |